# Richard Saunders (fotograf)
Richard Saunders (1922 – 20. srpna 1987) byl americký fotograf známý díky fotožurnalistické práci s Royem Strykerem a v magazínech, jako jsou Ladies Home Journal, Fortune, Ebony, Look a dalších.

## Mládí
Richard Clive Saunders se narodil v roce 1922 v Hamiltonu na Bermudských ostrovech. Jeho zájem o fotografii začal již v mladém věku. V roce 1930, v osmi letech, se jeho rodina přestěhovala do Spojených států.
Po vypuknutí druhé světové války se rodina vrátila na Bermudy, kde Saunders pracoval jako fotograf na policejním oddělení. Během čtyřicátých let se Saunders vrátil do Spojených států a začal studovat fotografii na Brooklyn College a New School for Social Research v New Yorku. Spřátelil se s fotografem a umělcem Gordonem Parksem a získal u něj práci fotografického laboratorního technika, což mu umožnilo studovat a učit se techniky předních fotožurnalistů v časopise Life. Spolupracoval také s Farm Security Administration, jedním z programů New Deal Franklina Delana Roosevelta. Fotografoval život během Velké hospodářské krize. Společnost FSA byla vytvořena v USA v roce 1935 a jejím úkolem bylo v krizi pomáhat proti americké venkovské chudobě. FSA podporovalo skupování okrajových pozemků, práci na velkých pozemcích s moderními stroji a kolektivizaci. Kromě Libsohna byli v sociologicko-dokumentárním programu této agentury zapojeni fotografové jako například Walker Evans, Dorothea Langeová, Roy Stryker, Arthur Rothstein, Gordon Parks nebo Ben Shahn.
Se vstupem USA do druhé světové války však nastala změna: projekt FSA dostal jiné jméno – Office of War Informations (OWI) – a také jiný program. Ve válce musela propaganda ukazovat, jak jsou Spojené státy silné a ne jaké mají potíže. V roce 1948, kdy FSA zanikla, byla dokonce snaha pořízené dokumenty zničit, aby nemohly být použity pro propagandu komunistickou.

## Kariéra
Na počátku padesátých let Saunderse pozval Roy Stryker, aby se připojil k týmu špičkových fotožurnalistů v Pittsburghu, aby dokumentoval proměnu města ze špinavé čtvrti na moderní město. Saunders tam strávil téměř dva roky, bydlel v Hill District, kde se „stal součástí prostředí“ a pořídil čtyři až pět tisíc fotografií komunity. Mnoho z jeho fotografií z tohoto období je součástí sbírky Carnegie Library of Pittsburgh.
Během padesátých let pracoval Saunders mimo jiné i pro vrcholné magazíny, jako jsou Ladies Home Journal, Fortune, Ebony nebo Look. Také odcestoval do Latinské Ameriky, aby dokumentoval program Alliance for Progress ekonomického rozvoje sponzorovaný vládou USA.
V roce 1967 se Saunders připojil k zaměstnancům časopisu Topic, vydávaného agenturou United States Information Agency (USIA) čtvrtletně v angličtině a francouzštině v subsaharské Africe. Základnu měl v Tunisu, cestoval po celé Africe a fotografoval události, vůdce a obyčejné lidí. V roce 1972 byl převelen do kanceláře Topic's ve Washingtonu. Saunders pokračoval v cestování a fotografování v Africe až do svého odchodu do důchodu v roce 1986.
Kromě své práce v časopisech Saunders vystavoval také svou práci na skupinových a samostatných výstavách. Byl také členem Black Star Publishing Company.
Mezi známé osobnosti, které fotografoval, patří mimo jiné Henry Kissinger, Malcolm X, Elijah Muhammed, James Baldwin, Leonard Bernstein, James Brown a Adam Clayton Powell junior.
Mnoho z jeho fotografií je nyní součástí sbírky Bermudské národní galerie.
Richard Saunders zemřel 20. srpna 1987.